# انریکه میگس
انریکه میگس (اسپانیایی: Enrique Míguez‎؛ زادهٔ ۱۴ مارس ۱۹۶۶) قایقران کانو اهل اسپانیا بود.